# Lonchocarpus salvadorensis
Lonchocarpus salvadorensis är en ärtväxtart som beskrevs av Henri François Pittier. Lonchocarpus salvadorensis ingår i släktet Lonchocarpus och familjen ärtväxter. Inga underarter finns listade i Catalogue of Life.